# Honeywell TSCP700

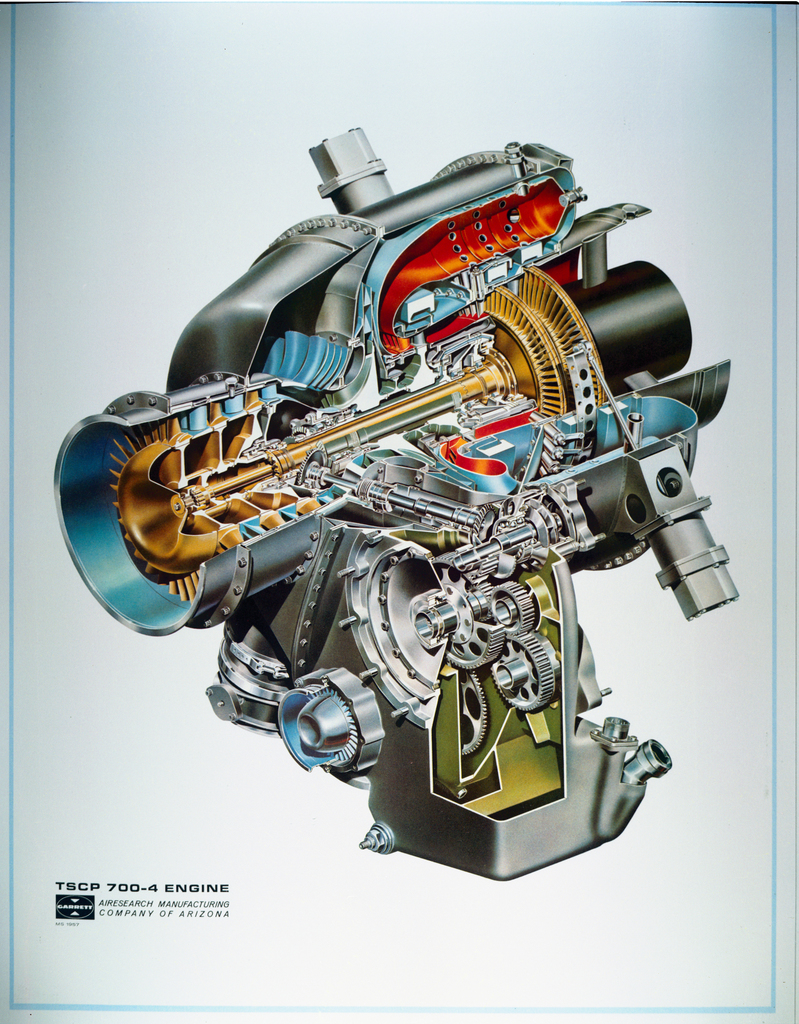
Schéma en écorché (admission d'air à gauche de l'image)

Le TSCP 700 est un petit Turbomoteur, conçu pour servir d'unité auxiliaire de puissance (APU) sur des avions gros porteurs. Il a initialement été développé par Garrett AiResearch, devenu AlliedSignal en 1985, puis racheté par Honeywell en 1999.

## Conception
Une APU est un moteur (turbomoteur ou moteur à piston) qui a pour rôle d'alimenter les systèmes de l'avion (radio, éclairage, climatisation...) lorsqu'il est stationné, et de fournir l'énergie (qui peut être soit électrique, soit pneumatique) nécessaire au démarrage des moteurs. Le TSCP700 a été conçu pour servir sur le Douglas DC-10, un des premiers gros porteurs, qui nécessitait une APU plus puissante qu'auparavant. Le TSCP700 est un turbomoteur capable de délivrer, dans sa première version, une puissance mécanique de l'ordre de 100 kW (105 kW pour le TSCP700-5 qui équipe l'A300). 
Le TSCP700 est à double corps, c'est-à-dire qu'il possède deux arbres coaxiaux, tournant à des régimes différents. L'air admis par le moteur passe d'abord dans un compresseur axial à trois étages, puis dans un compresseur centrifuge à un seul étage, puis vient alimenter la chambre de combustion. Réciproquement, la détente de l'air brûlé se fait en deux temps, avec une turbine haute pression suivie d'une turbine basse pression. Le compresseur basse pression est solidaire de la turbine basse basse pression, sur l'arbre intérieur, tandis que l'arbre extérieur relie les compresseur et turbine haute pression. L'énergie « utile » (qui active notamment le générateur électrique) est prélevée sur l'arbre externe.

## Avions équipés
Outre le DC-10, cette turbine équipe les MD-11, et Airbus A300/A310.

## Dérivé
Le petit réacteur Garrett TFE731 a été construit sur la base de la TSCP 700, dont il reprend les parties « chaudes ». Il est utilisé sur des avions d'affaires et d'entrainement. 